# Makav
Makav tudi Macau ali Macao (kitajsko: 澳門; 澳门 ), uradno ime Posebno administrativno območje Ljudske republike Kitajske Makav, je posebno administrativno območje.
Makav je bil dolga stoletja portugalska kolonija, potem ko ga je kitajsko cesarstvo leta 1557, v času Mingove dinastije, dalo Portugalcem v najem kot trgovsko postojanko. Kljub portugalski zasedbi je ozemlje kolonije uradno spadalo pod kitajsko cesarstvo in upravo, šele leta 1887 so Portugalcem podelili trajno okupacijsko pravico. Makav je bil zadnja Portugalska in evropska kolonija na svetu, pod portugalsko upravo je ostal do leta 1999, ko je bilo ozemlje vrnjeno Kitajski. Ker je Makav posebno administrativno območje, sta vlada in uprava ozemlja ločena od preostale Kitajske.
Otočje je bilo sprva slabo poseljeno in gospodarsko razvito, z uvedbo  igralništva ter z njim povezanega turizma pa se je to korenito spremenilo. Danes je Makav uvrščen na deveto mesto po zaslužku iz področja turizma, njegova igralniška industrija pa je za sedemkrat večja od tiste v Las Vegasu. Čeprav ima območje enega največjih dohodkov na svetu, tam vlada velika dohodkovna neenakost.
Makav ima zelo visok indeks človeškega razvoja in četrto najvišjo pričakovano življenjsko dobo na svetu. Območje je zelo močno urbanizirano, kar dve tretjini ozemlja je bilo pridobljenega z izsuševanjem.

## Etimologija
Prva znani zapis o imenu Macau, predstavljen kot Ya/A Ma Gang ("亞/阿-媽/馬-港") se je pojavil 22. novembra 1555. Lokalni prebivalci so verjeli, da je boginja morja Mazu (drugače imenovana A-Ma) blagoslovila in zaščitila pristanišče in morje okoli templja A-Ma zato so za označitev tega področja uporabljali njeno ime. Ko so portugalski raziskovalci prvič prispeli na to področje in so spraševali po imenu kraja, so domačini mislili, da sprašujejo po templju, zato so jim povedali da je to >>Ma Kok<< (媽閣). Portugalci so to razumeli kot Amaquão. Skozi čas so se uporabljala različna imena dokler se v 17. stoletju nista uveljavila Amacão/Amacao in Macão/Macao, danes pa se je mednarodno uveljavilo ime Macao in Macau.
Polotok Makav ima v kitajščini več imen: Jing'ao (井澳/鏡澳), Haojing (濠鏡) in Haojingi'ao (濠鏡澳). Otoke Taipa, Coloane in Hengqin so skupaj imenovali Shizimen (十字門). Ta imena so kasneje v kantoščini postala Aomen (澳門), Oumún v prevodu je to pomenilo zalivska vrata ali pristaniška vrata kar se nanaša na celoten teritorij.

## Zgodovina
Območje je bilo naseljeno že v času dinastije Han. Kot večje naselje se je Makav razvil šele po prihodu Portugalcev v 16. stoletju. Prvi evropski raziskovalec, ki je dosegel Kitajsko, je bil Jorge Álvares leta 1513. Portugalski trgovci so trgovsko točko Tamão (današnji Tuen Mun) najprej vzpostavili v vodah okoli Hongkonga in začeli redno trgovati z okoliškimi naselji in južno Kitajsko. Zaradi vojaškega spopada med Mingom in portugalsko mornarico so bili trgovci leta 1521 izgnani. Kljub prepovedi se je trgovina nadaljevala na drugih lokacijah vzdolž Biserne reke tako so se Portugalci naselili v Makavu. Trgovski odnosi so se ponovno vzpostavili leta 1554 tri leta zatem pa so Portugalci v trajni najem dobili Makav. V zameno so morali na leto plačati 500 srebrnih taelov.
Majhna trgovska postojanka je hitro postala rastoče mesto. Leta 1576 je bila ustanovljena rimokatoliška škofija Makav, leta 1583 pa je bil ustanovljen senat, ki je urejal občinske zadeve hitro rastočega mesta. Mesto je bilo na vrhuncu svoje moči konec 16. stoletja ko je preko njega potekal izvoz kitajske svile na Japonsko. Čeprav je bilo Portugalcem sprva prepovedano utrjevati mesto so ti zaradi nizozemskih vojaških vpadov zgradili Fortaleza do Monte. Nizozemci so mesto napadli leta 1622, vendar so ga Portugalci uspešno ubranili. V štiridesetih letih 17. stoletja je moč kolonije zaradi večjega števila katastrofalnih dogodkov začela upadati. Japonska je leta 1639 zaustavila trgovino in se zaprla vase, zaradi česar so Portugalci izgubili dostop do izredno donosnega trga in trgovskih poti. Leta 1640 je prišlo do vojne med Portugalsko in Španijo, leta 1641 pa so Nizozemci zasedli Malako, ki je bila pomembna trgovska postaja na poti proti Evropi.
Leta 1644 je Kitajska zaradi spopada med dinastijama Ming in Qing vzpostavila politiko Haijin in se zaprla vase. S tem je bilo prepovedano vsako trgovanje s Kitajsko, trgovanje pa je bilo omejeno le na Makav. Leta 1684 je cesar Kangxi odpravil prepoved, Kitajska je ponovno omejila trgovino leta 1757 v okviru kantonskega sistema. Trgovske ladje so se morale najprej ustaviti v Makavu, preden so nadaljevale pot v Kanton. Organi oblasti Qing so imeli v tem obdobju veliko večjo vlogo pri opravljanju ozemlja, kitajski prebivalci so bili podvrženi sodišču Qing, po letu 1740 pa je vsako novogradnjo moral odobriti mandarin. V 18. stoletju je vedno bolj donosna začela postajati trgovina z opijem, zaradi česar je Makav ponovno postal pomembno trgovsko središče.
Po prvi opijski vojni in ustanovitvi britanskega Hongkonga je Makav izgubil svojo vodilno vlogo trgovskega pristanišča. V tem času je bila v koloniji glavna panoga proizvodnja petard, kadil, tobaka in čaja. Portugalska je izkoristila povojno šibkost kitajskega cesarstva in nad Makavom uveljavila svojo suverenost. Prenehala je z plačevanjem letne najemnine ter si v letih 1851 in 1864 priključila otoka Paipa in Coloane. Zasedla je tudi otoke Lapa in Montanha, vendar ju je do leta 1887 vrnila, ko je bil v Pekingu podpisan kitajsko-portugalski sporazum, ki je urejal status portugalskega Makava. Ta sporazum je Portugalski prepovedoval, da bi se odrekla Makavu brez kitajske odobritve. Kljub občasnim konfliktom med kantonsko vlado in kolonialno vlado je status Makava ostal nespremenjen, tako je bilo tudi med portugalsko revolucijo leta 1910 in kitajsko revolucijo 1911. Leta 1928 je bila ponovno sklenjena pekinška pogodba s katero je Kuomintang potrdil portugalsko pristojnost v Macau.
Med drugo svetovno vojno Japonci niso zasedli kolonije in so na splošno spoštovali portugalsko nevtralnost v Makavu. Leta 1943 je prišlo do incidenta, v katerem so Japonci zajeli britansko ladjo v vodah Makava. Po tem dogodku je Japonska namestila skupino vladnih svetovalcev kot alternativo vojaški okupaciji. Območje se je med vojno izognilo vojaškim spopadom, razen leta 1945, ko so zavezniška letala bombardirala skladišče goriva po tem, ko so zavezniki izvedeli, da se kolonialna vlada pripravlja na prodajo goriva Japoncem. Portugalska je leta 1950 dobila za odškodnino več kot 20 milijonov dolarjev.
Med kitajsko državljansko vojno se je v koloniji naselilo veliko beguncev iz Kitajske. Rastoče prebivalstvo in dostop do poceni delovne sile je Makav omogočil gospodarsko rast, saj je kolonija razširila svojo industrijo oblačil in tekstila, razvila turizem in legalizirala igralniške igre. Zaradi vse večjega nezadovoljstva med kitajskimi prebivalci je na vrhuncu kulturne revolucije decembra 1966 izbruhnil upor, razglašene so bile izredne razmere, v spopadih med civilisti in policijo je bilo ubitih osem civilistov, več kot dvesto pa ranjenih. Portugalska je kasneje izgubila popoln nadzor nad kolonijo in se strinjala, da bo sodelovala s komunističnimi oblastmi v zameno za nadaljnje upravljanje kolonije.
Po nageljnovi revoluciji leta 1974 in dekolonializaciji, ki je temu sledila, se je Portugalska Makavu kot čezmorski provinci odpovedala in ga priznala kot kitajsko ozemlje pod portugalsko upravo. Ko je Kitajska z Veliko Britanijo sklenila dogovor o prihodnosti Hongkonga, so se leta 1986 s Portugalsko začela pogajanja o prihodnosti Makava. Leta 1987 je bil sklenjen sporazum, po katerem bi Portugalska predala Makav Kitajski leta 1999, ta pa bi tam ohranila politični in gospodarski sistem še petdeset let po prenosu. V zadnjih letih portugalske kolonialne vladavine se je Makav hitro urbaniziral. Izpeljani so bili številni veliki infrastrukturni projekti kot je bilo npr. mednarodno letališče in kontejnerski terminal. Makav je 20. decembra 1999 po 442 letih portugalske vladavine prešel pod Kitajsko.
Po prenosu je Makav liberaliziral igralniško industrijo (to je prej regulirala vlada), da bi privabil tuje vlagatelje in omogočil začetek novega obdobja gospodarskega razvoja. Regionalno gospodarstvo je med letoma 2002 in 2014 doseglo dvomestno stopnjo rasti, zaradi česar je Makav eno od najbogatejših gospodarstev na svetu. Politične razprave so osredotočene na neodvisnost regije in spoštovanje načela >>ena država, dva sistema<<. Sporna so vprašanja nacionalne varnostne zakonodaje, na splošno pa imajo prebivalci Makava visoko raven zaupanja v vlado.
Leta 2015 je državni svet preoblikoval meje Makava. Ta se je premaknila severno od Canal dos Patos, znatno se je razširila tudi pomorska meja. S tem se je površina ozemlja Makava povečala za 85 kvadratnih kilometrov.

## Vlada in politika
Makav je posebno upravno območje Kitajske, katerega izvršna, zakonodajna in sodna oblast so prenesene z nacionalne vlade. Kitajsko-portugalski sporazum je s prenosom suverenosti zagotovil gospodarsko in upravno kontinuiteto, zaradi česar je bil izvršni vladni sistem večinoma podedovan iz kolonialne zgodovine Makava. V skladu s temi pogoji in načelom >>ena država, dva sistema<< je temeljni zakon Makava regionalna ustava. Ker so se pogajanja za ureditev statusa začela po koncu pogajanj za Hongkong, je vladna ureditev v Makavu zelo podobna tisti v Hongkongu.
Regionalna vlada je sestavljena iz treh vej:
Izvršni direktor: je odgovoren za uveljavljanje regionalne uprave, lahko zahteva ponovno obravnavo zakonodaje, in imenuje člane izvršnega sveta, del zakonodajne oblasti in imenuje glavne uradnike. Izvršni direktor lahko v skladu z izvršnim svetom predlaga nove zakone izda podzakonske predpise in ima pooblastilo za razpustitev zakonodajne oblasti.
Zakonodajna skupščina: enodomna zakonodajna skupščina sprejema regionalne zakone, odobrava proračun in ima moč, da odstavi izvršnega direktorja.
Pravosodje: sodišče prve stopnje in nižje stopnje, sodnike imenuje izvršni direktor na podlagi priporočil komisije, interpretira zakone in zavrne tiste, ki so v neskladju z ustavo.
Izvršni direktor je vodja vlade in je lahko na položaju največ dva petletna mandata. Imenuje ga državni svet (pod vodstvom kitajskega premiera) po nominaciji volilnega odbora, ki ga sestavlja 400 vodij podjetij, skupnosti in vlade.
Zakonodajna skupščina ima 33 članov, od katerih vsak opravlja štiriletni mandat: 14 članov je neposredno izvoljenih, 12 posredno, 7 pa jih imenuje izvršni odbor. Posredno izvoljeni poslanci so izbrani od omejenega števila volivcev, ki jih predstavljajo gospodarske panoge ali posebne interesne skupine. Vsi neposredno izvoljeni člani so izbrani s sorazmerno zastopanostjo.
Leta 2017 je imelo v zakonodajni skupščini svoje kandidate dvanajst strank. Te stranke so se združile v dve ideološki skupini: pro-kitajska (sedanja vlada) in pro-demokratična. Makav na nacionalnem ljudskem kongresu zastopa dvanajst poslancev, ki jih izbere volilni odbor in 29 delegatov na kitajski politični posvetovalni konferenci, ki jo imenuje centralna vlada.
Makav ima ločene pristojnosti, zato kitajska nacionalna zakonodaja v večini nima veljave. Pravosodni sitem Makava temelji na portugalskem civilnem pravu in nadaljuje pravno tradicijo, vzpostavljeno med kolonialno vlado. Moč osrednjega organa je omejena na regionalno pristojnosti in zakonodajo, regionalno sodišče je podrejeno socialističnemu civilnemu pravu. Odločitve odbora nacionalnega ljudskega kongresa lahko spremenijo odločitve v regionalnih sodnih postopkih.
Neodvisnost ozemlja je najbolj očitna v politiki priseljevanja in obdavčitve. Oddelek za identifikacijo izdaja potne liste stalnim prebivalcem, ti se razlikujejo od potnih listov na celini ali v Hongkongu, regija ima urejeno mejo z ostalo državo. Vsi potniki med Makavom, Kitajsko in Hongkongom morajo opraviti mejni nadzor ne glede na državljanstvo. Kitajski državljani s stalnim prebivališčem na celinski Kitajski nimajo pravice do bivanja v Makavu in so podvrženi nadzoru priseljevanja. Javne finance so ločene od nacionalne vlade, v Makavu pobrani davki pa se ne stekajo v osrednji kitajski organ.
Za obrambo regije je zadolžena garnizija Makav. Vrhovni poveljnik vojske je predsednik Ljudske republike Kitajske, regionalna vlada lahko garnizon kadarkoli zaprosi za pomoč. Prebivalci Makava niso dolžni opravljati vojaške službe, prav tako lokalna zakonodaja ne predvideva zaposlovanja v oboroženih silah, zato je garnizija v celoti sestavljena iz nerezidentov.
Diplomatske zadeve Makava urejata osrednja vlada in zunanje ministrstvo v Pekingu. Kljub temu Makav sam ohranja sposobnost vzdrževanja ločenih gospodarskih in kulturnih odnosov s tujino. Regija se pogaja o svojih trgovskih sporazumih in dejavno sodeluje v organizacijah, kot sta Svetovna trgovinska organizacija in Združeni narodi. Regionalna vlada vzdržuje svoje pisarne tako na Kitajskem kot tudi v drugih državah.

### Administrativna delitev
Ozemlje je razdeljeno na sedem okrožij. Območje Catai, ki se je razvilo na umetnem otoku med Taipo in Coloaneom, ter območje nove urbane cone Makav nimata opredeljenih okrožij. Zgodovinsko so okrožja pripadala dvema občinama (občina Macau in občina Ilhas), ki sta bili odgovorni za upravljanje komunalnih storitev. Urad za civilne in občinske zadeve je nadomestil občine in je trenutno odgovoren za zagotavljanje javnih storitev.
| Okrožje/Območje                                        | Kitajsko               | Območje (km2) |
| ------------------------------------------------------ | ---------------------- | ------------- |
| Nossa Senhora de Fátima                                | 花地瑪堂區             | 3.2           |
| Santo António                                          | 花王堂區               | 1.1           |
| São Lázaro                                             | 望德堂區               | 0.6           |
| São Lourenço                                           | 風順堂區               | 1.0           |
| Sé (vključuje Novo četrtno cono B)                     | 大堂區 (包括新城B區)   | 3.4           |
| Nossa Senhora do Carmo (vključuje Novo četrtno cono E) | 嘉模堂區 (包括新城E區) | 7.9           |
| São Francisco Xavier                                   | 聖方濟各堂區           | 7.6           |
| Cotai                                                  | 路氹填海區             | 6.0           |
| Nova četrtna cona A                                    | 新城A區                | 1.4           |
| HZMB Zhuhai-Macau Port                                 | 港珠澳大橋珠澳口岸     | 0.7           |
| Univerza Makav (kampus Hengqin)                        | 澳門大學 (橫琴校區)    | 1.0           |

## Geografija
Makav leži na južni obali Kitajske na zahodni strani Biserne reke, 60 km zahodno od Hongkonga. Na vzhodu in jugu ga obdaja Južnokitajsko morje, na zahodu in severu pa Guangdong in Zhuhai. Ozemlje sestavljajo polotok Makav, Taipa in Coloane. Ozemlje na otoku Hengqin, ki gosti Univerzo Makav, prav tako spada pod pristojnost regionalne vlade. Najvišja točka je Coloane Alto z 170,6 metri nadmorske višine.
Razvoj mest je osredotočen na polotok Makav, kjer živi večina prebivalstva. Polotok je bil prvotno otok s hribovitim terenom, iz katerega je postopoma nastal tombolo (otok, ki ga z kopnim povezuje peščeni pas). Naravna sedimentacija in melioracija zemljišč sta pripomogli, da se je površina kopnega povečala in omogočila rast mest. Makav je v zadnjem stoletju potrojil svojo površino, povečal se je s 10,28 km² v poznem 19. stoletju na 32,9 km² leta 2018.
Catai je območje, ki so ga pridobili iz morja z nasutjem materiala. Povezuje otoka Taipa in Coloane. Po letu 1999 so na njem zrasle številne igralnice in letovišča. Pristojnost regije nad okoliškim morjem se je močno razširila leta 2015, ko je bilo regiji dodeljenih dodatnih 85 km² morja. Regija ima nadzor tudi nad delom umetnega otoka, na katerem je mejna kontrolna točka mostu Hongkong – Zhuhai – Makav.

### Podnebje
Podnebje je vlažno subtropsko, značilno za južno Kitajsko. Območje ime dve prevladujoči sezoni – poletje (od maja so septembra) in zimo (od novembra do februarja), ki sta najdaljši obdobji. Pomlad (marec in april) in jesen (oktober) predstavljati kratki obdobji. Poletni monsuni prinašajo topel in vlažen zrak ter veliko deževja. Pogosto se pojavijo tudi tajfuni, ki prinašajo močno deževje. Pozimi severni vetrovi iz celine prinašajo suh zrak in malo padavin. Najvišjo temperaturo so zabeležili 2. julija 1930 39,9 °C najnižjo pa 26. januarja 1948 -1,8 °C.

## Demografija
Statistični urad je konec leta 2017 ocenil, da v Makavu živi 653.100 prebivalcev. Z gostoto prebivalstva 21.340 ljudi na kvadratni kilometer je Makav najgosteje naseljena regija na svetu. Velika večina prebivalcev regije spada v etnično skupino Han, od katerih številni prihajajo iz Guangdonga (31,9 %) ali Fujina (5,9 %). Preostalih 11,6 % prebivalcev predstavljajo neetnične kitajske manjšine, predvsem Filipinci, Vietnamci in Portugalci. Macaenesi, domačini z mešanim portugalskim poreklom sestavljajo del portugalskega prebivalstva. Velik del prebivalstva predstavljajo portugalski državljani, ki so del zapuščine kolonialne vladavine. V času prenosa suverenosti leta 1999 je imelo 107.000 prebivalcev portugalske potne liste.
Prevladujoči jezik je kantonščina, različica kitajščine iz Guangdonga. Jezik govori 87,5 odstotka prebivalcev, od tega 80,1 odstotka kot prvi jezik in 7,5 odstotka kot drugi jezik. Le 2,3 odstotka ljudi govori portugalsko, ki je drugi uradni jezik. Kot prvi jezik portugalsko govori 0,7 odstotka prebivalcev, kot drugi jezik pa 1,6 odstotkov. Zaradi priseljevanja iz Kitajske se je povečalo število prebivalcev, ki govorijo mandarinščino. Priseljencev je približno polovica prebivalstva (50,4 %), ti uporabljajo mandariščino kot prvi jezik v 5,5 odstotka, kot drugi jezik pa v 44,9 odstotka. Pri pisanju se uporabljajo tradicionalni kitajski znaki in ne poenostavljeni kot na celini. Angleščina se šteje kot dodatni delovni jezik, govori jo več kot četrtina prebivalstva (27,5 %), 2,8 % je domačih govorcev 24,7 % pa angleščino uporablja kot drugi jezik. Kreolski jezik makajski patois, znan tudi kot patuá, govori le še nekaj starejših ljudi iz skupnosti Macaenesov.
Na področju vere so najbolj razširjene kitajske ljudske religije (58,9 %), sledita jim budizem (17,3 %) in krščanstvo (7,2 %), medtem ko 15,4 % prebivalstva ne priznava nobene verske pripadnosti. Manj kot en odstotek ljudi pripada drugim religijam (hinduizem, judovstvo, islam,…).
Pričakovana življenjska doba v Makavu je bila leta 2018 81,6 leta za moške in 87,7 leta za ženske. Regija ima četrto najdaljšo pričakovano življenjsko dobo na svetu. Trije glavni vzroki za smrt so: rak, bolezni srca in bolezni dihal. Večina zdravstvenih storitev, ki jih zagotavlja vlada, je brezplačnih, alternativno zdravljenje pa je močno subvencionirano.
Delavci migranti predstavljajo več kot 25 % celotne delovne sile. Ti večinoma delajo na manj plačanih delovnih mestih v gospodarstvu, npr. v gradbeništvu, hotelirstvu in gostinstvu. Ker je velik del domačega prebivalstva zaposlen v igralniški industriji, se razlike v dohodkih med lokalnimi prebivalci in delavci migranti povečujejo. Rising living costs have also pushed a large portion of non-resident workers to live in Zhuhai.
Zaradi visokih življenjskih stroškov velik del delavcev živi v Zhuhaiju.

## Gospodarstvo
Makav ima kapitalistično gospodarstvo, ki temelji na igralništvu in turizmu. Je 83. največje gospodarstvo na svetu z nominalnim BDP v višini 433 milijard MOP (53,9 milijarde ameriških dolarjev). Makav ima enega najvišjih BDP na prebivalca, zaradi česar ima celotno ozemlje visoko stopnjo bogastva. Industrija iger na srečo je največja na svetu, saj ustvari več kot 195 milijard MOP (24 milijard ameriških dolarjev) prihodkov, kar je približno sedemkrat več od Las Vegasa.
Regionalno gospodarstvo je močno odvisno od iger na srečo. Velika večina vladnih sredstev (79,6 odstotka vseh davčnih prihodkov) izhaja iz iger na srečo. Delež iger na srečo je dosegel vrh leta 2013 s 60 % BDP in še vedno predstavlja 49,1 % vse gospodarske proizvodnje. Velika večina obiskovalcev so turisti iz celinske Kitajske, ki predstavljajo 68 odstotkov vseh obiskovalcev. Igralništvo je prepovedano tako na celinski Kitajski kot tudi v Hongkongu, kar daje Makavu monopol nad igralniško industrijo.
Igralništvo je bilo legalizirano leta 1962, sprva je delovalo pod monopolom, ki ga je podelila vlada družbi Sociedade de Turismo e Diversões de Macau. Ta licenca je bila večkrat obnovljena, preden se je končala leta 2002 po štiridesetih letih. Da bi privabila tuje vlagatelje, je vlada dovolila odprte ponudbe za igralniške licence. Hkrati s poenostavitvijo omejitve potovanja za prebivalce celinske Kitajske je to sprožilo hitro gospodarsko rast. Od leta 1999 do leta 2016 se je bruto domači proizvod v Makavu pomnožil s 7, stopnja brezposelnosti se je znižala s 6,3 na 1,9 odstotka. Igralnice Sands Makav, Wynn Makav, MGM Macau in Venetian Macu so bile odprte v prvem desetletju po liberalizaciji koncesij za igralništvo. Igralnice zaposlujejo približno 24 odstotkov celotne delovne sile v regiji.
Izvozno usmerjena proizvodnja je leta 1985 predstavljala 36,9 odstotka BDP, leta 2017 pa je padla na 1 odstotek. Večina izvoza predstavljajo tekstil, oblačila, igrače in elektronika. Ob prenosu suverenosti leta 1999 so bili predelovalna dejavnost, finančne storitve, gradbeništvo, nepremičnine ter igre na srečo štirje največji gospodarski sektorji. Prehod Makava na gospodarski model, ki je v celoti odvisen od iger na srečo, je povzročil zaskrbljenost zaradi prevelike izpostavljenosti posameznemu sektorju, zaradi česar je regionalna vlada poizkušala ponovno dezinvestirati svoje gospodarstvo.
Vlada se tradicionalno ni vpletala v gospodarstvo, korporacije pa so bile obdavčene po zelo nizkih stopnjah. Po prenosu oblasti na Kitajsko se je to deloma spremenilo, administracija se je bolj vključila v zagotavljanje socialnega varstva, da bi tako preprečila ciklično naravo igralniške industrije. Gospodarska rast je bila v veliki meri pripisana velikemu številu obiskovalcev iz celinske Kitajske. Vlada je to uravnavala tako, da je nadzorovala pretok turistov ter s tem igralniško industrijo. Dogovor o tesnejšem gospodarskem partnerstvu je formaliziral politiko proste trgovine med Makavom in celinsko Kitajsko, pri čemer se je vsaka stran zavezala, da bo odpravila ovire za trgovino in čezmejne naložbe.
Zaradi pomanjkanje zemljišč v Makavu skoraj ni obdelovalnih površin za kmetijstvo, zato to za gospodarstvo ni pomembno. Vsa hrana se uvaža, skoraj vse tuje blago pa se pretovarja v Hongkongu.

## Infrastruktura

### Transport
Makav ima visoko razvit cestni sistem z več kot 400 km cest. Avtomobil vozijo po levi, kar je ostanek portugalske kolonialne vladavine (na Portugalskem in Kitajskem vozijo po desni). V prometnih konicah je cestna infrastruktura zelo obremenjena, še posebej v starem delu mesta, kjer so ulice ozke. Javni avtobus vozi po več kot 80 progah, te dopolnjujejo še brezplačni avtobusi, ki potnike vozijo do priljubljenih turističnih znamenitosti in lokacij v središču mesta. Na območju je registriranih 1500 črnih taksijev. Most Hongkong – Zhuhai - Makav zagotavlja neposredno povezavo z vzhodno obalo izliva Biserne reke. Čezmejni promet s celinsko Kitajsko poteka prek mejnih kontrolnih točk Portras do Cerco in prek mostu Lótus.
Prek mednarodnega letališča Makav leti 8 milijonov potnikov letno in je glavno vozlišče za letalskega prevoznika Air Macau. Železniško omrežje Macau Light Rapid Transic je v izgradnji in naj bi začelo delovati v letu 2019. Linija Taipa naj bi povezovala enajst postaj na otoku Taipa in Catai. Trajektne povezave s Hongkongom in celinsko Kitajsko potekajo prek dveh trajektnih terminalov (Outer Harbour in Inner Harboure). Na voljo je tudi dnevna helikopterska linija med Hongkongom in Shenzheinom.

### Zdravstvo
V mestu delujeta dve bolnišnici, javna Conde S. Januário in zasebna Kiang Wu, ki je na polotoku Makav. Na Cazaiju deluje še univerzitetna bolnišnica Macau University of Science and Technology Hospital. Poleg bolnišnic ima regija številne zdravstvene centre, ki prebivalcem zagotavljajo brezplačno osnovno zdravstveno oskrbo. Omogočen je tudi posvet v tradicionalni kitajski medicini.
Nobena bolnišnica v Makavu ni neodvisno ocenjena z mednarodno akreditacijo zdravstvenega varstva. V Makavu ni medicinske šole, zato se morajo vsi zdravniki izobraževati v tujini. Medicinsko osebje se lahko usposablja na Politehničnem inštitutu in na medicinski šoli Kiang Wu. Trenutno v Makavu ni programov usposabljanja za babištvo. Študija Univerze v Macau, ko jo je naročila vlada je pokazala, da je Makav premajhen, da bi imel lasten center za usposabljanje zdravnikov.
Gasilsko službo zagotavlja Gasilski korpus Makava (Corpe de Bombeiros de Macau). Reševalno službo z reševalnimi vozili ( Toyota HiAce kombi) zagotavlja Rdeči križ Makava (Ambulância de Macau). Organizaciji imata 739 uniformiranih gasilcev in reševalcev, razporejenih v sedmih postajah po regiji.
Zdravstveni urad Makav je odgovoren za usklajevane dejavnosti med javnimi in zasebnimi organizacijami na področju javnega zdravja ter zagotavljanje zdravja državljanov s specializiranimi in primarnimi zdravstvenimi storitvami ter tudi preprečevanjem bolezni in promocijo zdravja. Center za nadzor in preprečevanje bolezni je bil ustanovljen leta 2001. Spremlja delovanje bolnišnic, zdravstvenih centrov in centrov za transfuzijo krvi. Prav tako skrbi za organizacijo oskrbe in preprečuje bolezni, ki prizadenejo prebivalstvo, določa zdravstvene smernice za javne in zasebne bolnišnice ter izdaja licence.
Od leta 2016 bolnike s hujšimi težavami, ki jim niso kos bolnišnice v Makavu, pošiljajo v bolnišnico Queen Mary v Hongkongu. Prebivalci Makava dostikrat sami poiščejo zdravniško pomoč v Hongkongu, saj ne zaupajo zdravnikom, ki so se izobraževali na celinski Kitajski, nato pa delajo v Makavu.

## Izobraževanje
Izobraževanje v Makavu nima skupnega standarda in kurikuluma. Posamezne šole sledijo različnim izobraževalnim modelom, vključno s kitajskim, portugalskim, hongkonškim in britanskim. Otroci morajo obiskovati šolo od svojega petega leta do dokončanja nižje srednje šole pri 15. letih.  Od prebivalcev starih 3 ali več let jih je 69,4 % končalo nižjo sekundarno izobrazbo , 49,2 % jih je končalo višjo srednjo šolo, 21 odstotka pa si jih je pridobilo diplomo ali višjo šolo. Zaradi obveznega izobraževanja je stopnja pismenosti 96,5-odstotna. Stopnja je nižja kot v drugih razvitih državah, razlog za to je priliv beguncev iz celinske Kitajske. Večina starejšega prebivalstva se zaradi vojne in revščine ni formalno izobraževala.
Večina šol je zasebnih. Od 77 netercialnih šol je 10 javnih, preostale so zasebne. Rimskokatoliška škofija Makav ohranja pomembno mesto pri vzgoji in vodi 27 srednjih in osnovnih šol. Vlada zagotavlja 15 let brezplačnega izobraževanja za vse prebivalce, vpisane v javne šole, in subvencionira šolanje za študente v zasebnih šolah. Študentje srednjih šol, ki študirajo na obmejnih območjih Guangdong, so prav tako upravičeni do subvencij.
Na večini šol kot jezik poučevanja uporabljajo kantonščino z obveznimi tečaji mandarinščine. Manjše zasebne šole uporabljajo angleški ali portugalski jezik kot primarni učni jezik. Luso-kitajske šole večinoma uporabljajo kitajščino, poleg tega pa kot del svojega kurikula zahtevajo obvezne tečaje portugalskega jezika.
Makav ima deset univerz in visokošolskih zavodov. Univerza v Macau je bila ustanovljena leta 1981 in je edina javna univerza na ozemlju. Kiang Wu Nursing College Macau je najstarejši visokošolski inštitut za izobraževanje bodočega zdravstvenega osebja. Univerza Sv. Jožefa, Univerza za znanost in tehnologijo Makav in Mestna univerza Makav so bile ustanovljene v naslednjih letih.

## Kultura
Mešanje kitajske in portugalske kulture ter verskih tradicij je v več kot štirih stoletij v Makavu pustilo paleto praznikov, festivalov in dogodkov. Največji dogodek leta je Grand Prix Macau, ki poteka vsako leto novembra. Takrat se glavne ulice polotoka Makav spremenijo v dirkalno stezo, ki je podobna Grand Prixu v Monaku. Marca v Makavu poteka festival umetnosti, septembra pa mednarodno tekmovanje v ognjemetu. Oktobra in novembra poteka mednarodni glasbeni festival, decembra pa maraton.
Kitajsko novo leto je najpomembnejši tradicionalni festival, praznovanje pa običajno poteka konec januarja ali v začetku februarja. Februarja v templju Pou Un v Taipi poteka praznik Tou Teija, boga Zemlje. Istega meseca poteka rimskokatoliški obred – pasijonska procesija Našega gospoda, ki se začne v cerkvi Sv. Austina in se konča v katedrali.
Aprila poteka festival A-Ma v čast boginje Matsu. Maja je mogoče na praznik pijanega zmaja opaziti plesoče zmaje in svetleče Bude na dan kopanja gospoda Bude. Na isti dan poteka počastitev taoističnega boga Tam Kong v vasi Coloane. Festival Zmajeva ladja poteka vsako leto konec avgusta in v začetku septembra na jezeru Nam Van. Vsi dogodki in praznovanja se zaključijo z zimskim solsticijem decembra.
V Makavu se je ohranilo veliko zgodovinskih območij. Zgodovinsko središče Makava vključuje 25 zgodovinskih lokacij, ki jih je UNESCO leta 2005 uvrstil na seznam svetovne dediščine. Vlado Makava dostikrat kritizirajo, da pri urbanističnem načrtovanju ne upošteva dediščine. Leta 2007 so prebivalci Makava napisali pismo Unescu, v katerem so se pritožili nad gradbenimi projekti okoli svetilnika Guia. Unesco je nato Makavu izdal opozorilo, naj omeji višino stavb v okolici. Leta 2015 je Združenje Novi Makav Unescu predalo poročilo, v katerem je trdilo, da vlada ni zaščitila kulturne dediščine Makava pred urbanističnim razvojem. V poročilu je omenjena stavba ljudske vlade, ki stoji ob vznožju Guia in ovira pogled na trdnjavo Guia (eden glavnih simbolov Makava). Leta 2016 je Makav odobril 81 metrov visok stanovanjski projekt, ki naj bi bil v nasprotju z mestnimi predpisi o višini zgradb okoli svetilnika Guia.

### Kuhinja
Hrana temelji na kitajski in portugalski kuhinji. Na kuhinjo so vplivale tudi indijske in malajske jedi, ki odražajo edinstveno kulturno in kulinarično mešanico po stoletij kolonialne vladavine. Portugalski recepti so bili prilagojeni za uporabo lokalnih sestavin kot so sveži morski sadeži, kurkuma, kokosovo mleko, fižol adzuki,…. Te prilagoditve so ustvarile zanimive različice tradicionalnih portugalskih jedi, kot so coldo verde, minchee in cozido á portuguesa. Medtem ko številne restavracije trdijo, da strežejo tradicionalne portugalske jedi, večinoma ponujajo mešanico kantonsko-portugalske kuhinje. Galinha á portuguesa in jajčni kolači so primeri kitajskih jedi, ki izhajajo iz makanskih vplivov, vendar niso del makanske kuhinje. V Makavu prevladuje tudi chaan chaan teng vrsta hitre prehrane, ki je podobna tistemu v Hongkongu. Priljubljena ulična hrana so pastel de nata, pork chop buns in mandljevi piškoti.

### Šport
Kljub majhnemu območju je v Makavu veliko športnih in rekreacijskih objektov, ki gostijo številne pomembne mednarodne športne dogodke, vključno z vzhodnoazijskimi igrami leta 2005, igrami Lusophoney leta 2006, azijskimi notranjimi igrami leta 2007. 
Ozemlje redno gosti Grand Prix Macau, enega najpomembnejših letnih tekmovanj v motošportu, ki uporablja mestne ulice kot dirkališče. To je edino mestno dirkališče, ki gosti Formulo 3, turneje avtomobilov in dirke motornih koles v istem dogodku. Steza Guia z ozkimi vogali in vijugasto stezo velja za izredno zahtevno in je resen mejnik za bodoče tekmovalce formule 1.
Makav se predstavlja ločeno od celinske Kitajske s svojimi športnimi ekipami na mednarodnih tekmovanjih. Ozemlje ima lasten olimpijski odbor, vendar ne tekmuje na olimpijskih igrah. Pravila olimpijskega komiteja določajo, da se lahko novi NOK (nacionalni olimpijski komite) sprejme le, če predstavlja suvereno državo (Hongkong je sodeloval na olimpijskih igrah že pred spremembo uredbe leta 1966).

## Sestrska mesta
Makav ima šest sestrskih mest, ki so navedena kronološko:
- Lizbona, Portugalska (1982)
- Porto, Portugalska (1997)
- Linköping, Švedska (1997)
- Coimbra, Portugalska (1998)
- São Paulo, Brazilija (2000)
- Praia, Zelenortski otoki (2007)

Mesta, s katerimi je Makav kulturno povezan:
- Bruselj, Belgija (1991)
- San Francisco, ZDA (2001)
- Da Nang, Vietnam (2006)